# Regus
Regus é uma empresa multinacional que oferece espaços de trabalho e escritórios prontos em Business Centers em todo o mundo. Em 26 de Janeiro de 2015 operava já 2.300 centros de negócios em 120 países. Fundada em Bruxelas, na Bélgica, em 1989,  a Regus tem sede em Luxemburgo, emprega 8.375 colaboradores e está cotada na Bolsa de Valores de Londres no índice FTSE 250. Em 2013, o Grupo Regus apresentava receitas de £1,533.5m com lucros operacionais de £205.3m.

## História
Em 1989, numa viagem de negócios para Bruxelas, um empresário inglês, Mark Dixon, reparou na falta de escritórios disponíveis para quem viajava em negócios; que eram muitas vezes forçados a trabalhar a partir de hotéis. Ele identificou uma necessidade de escritórios que seriam dotados de manutenção e pessoal, e que estivessem disponíveis para que as empresas os utilizassem com uma base flexível, e criou o seu primeiro centro de negócios em Bruxelas.
A Regus entrou na América Latina em 1994, com escritório em São Paulo, no Brasil, e cinco anos mais tarde entrou no mercado asiático, abrindo o seu primeiro escritório em Pequim, na China.
A empresa completou a entrada na Bolsa de Valores de Londres em 2000.
Em 2001, adquiriu a “Stratis Business Centers”, uma rede de franchising de centros de negócios norte-americana, e alargou o seu mercado aos Estados Unidos da América.  Mais tarde nesse ano, o centro de negócios da Regus no 93º andar da Torre Sul do World Trade Center foi destruído durante os ataques do 11 de setembro e cinco colaboradores perderam as suas vidas. A empresa foi criticada pela falta de resposta às famílias das vítimas, embora um funcionário da Regus tenha dito que foram feitos “esforços pró-ativos no sentido de encontrar todas as famílias dos colaboradores que estavam desaparecidos”.
Em 2002, a empresa vendeu uma parcela (58%) do seu pilar de negócios no Reino Unido à Rex 2002 Limited, uma empresa criada pela sociedade de capitais de investimento Alchemy Partners. Esta ação arrecadou £51 milhões para a empresa, que estava a enfrentar dificuldades financeiras.
No ano seguinte a Regus apelou ao Capítulo 11 – proteção contra falência, para o seu negócio nos Estados Unidos, que estava a lutar pela sobrevivência no despertar do colapso das empresas dot.com. Menos de um ano depois, retirou o seu negócio nos Estados Unidos do Capítulo 11 após a restruturação, financiado em parte pelos lucros do negócio no Reino Unido.
A empresa adquiriu a HQ Global Workplaces, um fornecedor internacional de locais de trabalho, com sede nos Estados Unidos, em 2004. A sede da HQ em Addison, Texas passou a ser uma das sedes da Regus.
A empresa readquiriu o negócio da Regus no Reino Unido em 2006 por £88 milhões, colocando um ponto final na dramática recuperação após o quase colapso de 2002. A empresa adquiriu a Laptop Lane,  uma cadeia de centros de negócios em aeroportos norte-americanos, nesse mesmo ano.
Em 2006, a empresa criou parcerias com as companhias aéreas Air France-KLM e American Airlines para ter acesso privilegiado a quem viaja em negócios e em 2007 criou uma parceria com a American Express para obter acesso privilegiado para os seus membros Business Platinum.
Em 2007, a Regus expandiu a sua posição global, abrindo centros de negócios na Bulgária, Jordânia, Quénia e Qatar.
Em junho de 2008, a Regus introduziu o Businessworld, um plano de cartões exclusivo que oferece quatro níveis de serviços e permite aos utilizadores um acesso mais flexível aos serviços da Regus em qualquer ponto do mundo onde exista um escritório Regus. Especialmente direcionado para profissionais que viajam com frequência.
Em 14 de outubro de 2008, a Regus Group plc passou a ser designada de Regus plc. A Regus plc foi criada como holding da Regus Group plc, de modo a estabelecer a sede da empresa no Luxemburgo e a administração em Jersey. Ambos são centros financeiros offshore favoráveis à empresa. A empresa tem sedes em Chertsey, Surrey, Inglaterra e Addison, Texas, nos EUA.
A Regus tem mantido a sua política de expansão, abrindo novos centros de negócio. A empresa também renegociou alguns acordos de leasing com proprietários no Reino Unido para poupar, avisando-os de que os veículos poderiam ir para a administração; algo que enfureceu a indústria britânica.
Em outubro de 2010, a Regus comprou no Brasil o seu principal concorrente  expandiu sua rede local para 26 centros de negócios. A empresa continuou crescendo no Brasil de forma acelerada para acompanhar o mercado. Em 2014 chegou a 46 centros de negócios espalhados por todo o Brasil em 11 cidades.
Em 2012, alargou a sua pegada a 99 países com a entrada no Ruanda e ultrapassou a marca de um milhão de clientes. Lançou o serviço de impressão na nuvem denominado DocStation e lançou também o Third Place.
Em 19 de fevereiro de 2013, a Regus assumiu o controlou da MWB BE, o segundo maior fornecedor de escritórios no Reino Unido com uma licitação de £65.6m, após uma batalha com o milionário de Hong Kong, Anson Chan, para conseguir a sua aquisição. A Regus tinha tentado uma oferta mais baixa em junho de 2011 mas sem sucesso. Também em 2013, a Regus entrou no 100.º país, o Nepal,  e abriu o 1500º centro em Pune, na Índia. Servindo agora mais de 1.5 milhões de clientes.
Em 2014 abriu o seu 2.300.º centro de negócios em Boulder, Colorado e abriu em 50 novas cidades no primeiro trimestre. Assinou ainda acordos com os Aeroportos de Heathrow  e Gatwick e também com o governo de Singapura.

## Operações
A Regus e as suas marcas (HQ e Regus Express) fornecem escritórios de serviço, escritórios virtuais, salas de reuniões, e videoconferência para clientes numa base de contrato. A empresa opera em 104 países com mais de 3.000 centros de negócio, tornando-se na maior fornecedora de espaços de trabalho flexíveis.

## Sede Legal
A Regus tem sede em Luxemburgo, com escritório na Boulevard Royal, 26, L-2449.
-Brasil: O escritório sede da Regus no Brasil fica em São Paulo, na Vila Olímpia.
-Portugal: O escritório sede da Regus em Portugal fica na Avenida da Liberdade, em Lisboa.